# Mjuka tassar
Mjuka tassar är ett studioalbum av Jan Hammarlund, utgivet 1986 på Siljum Records (skivnummer BGS 8606).

## Låtlista
A
1. "Mjuka tassar" – 3:54
2. "Brevet" – 4:54
3. "Begrav mig i min overall" – 3:03
4. "När man jämför" – 7:00
5. "Jag har en sång" – 1:13

B
1. "Köpt eller såld" – 3:49
2. "Den gamla sången" – 3:11
3. "Nåt på spisen med varann" – 3:55
4. "Min fågel" – 4:15
5. "Valarna som sjunger" – 3:52

## Medverkande
- Jan Hammarlund - sång, gitarr
- Björn Hellström - sopransaxofon, basklarinett
- Kenny Håkansson - elgitarr
- Øyvind Ougaard - piano, dragspel
- Hugo Rasmussen - kontrabas
- Christian Veltman - bas
- Lasse Zackrisson - piano, dragspel

### Fotnoter
1. ↑  ”Mjuka tassar”. Progg.se. Arkiverad från originalet den 22 augusti 2010. https://web.archive.org/web/20100822170839/http://www.progg.se/band.asp?ID=17&skiva=1354. Läst 1 september 2012.